# Les Culottes rouges
Pour plus de détails, voir Fiche technique et Distribution.
Les Culottes rouges est un film français réalisé par Alex Joffé en 1962

## Synopsis
Antoine Rossi (Laurent Terzieff), récidiviste de l'évasion d'un camp de prisonniers de guerre en Allemagne nazie, se réfugie dans le sous-sol du théâtre du stalag où Fendard (Bourvil) vit, entre ses rôles de garçon de messe le dimanche et costumier/accessoiriste pour la revue que les prisonniers français jouent régulièrement pour le plaisir des officiers allemands. Rossi malmène Fendard, et finit par le forcer à s'évader avec lui lors d'une énième tentative. Malgré l'égoïsme de Rossi, Fendard finit par s'attacher à cet évadé entêté et fera tout pour l'aider alors qu'il est blessé. Mais au moment de prendre le train qui les emmènera pour la France, Rossi tente de se débarrasser de Fendard, qui finalement, sera le seul à s'évader - contre son gré - Rossi étant découvert par les Allemands.

## Fiche technique
- Titre : Les Culottes rouges
- Réalisation : Alex Joffé
- Scénario : D'après une idée d'Étienne Bierry
- Adaptation et dialogues : Alex Joffé, Pierre Lévy-Corti
- Assistants réalisateurs : Claude Clément, Marcel Ugols, Francis Girod
- Photographie : Jean Penzer
- Opérateur : Billy Villerbue, assisté d'Yves Rodalec
- Musique : Jean Marion (Éditions Hortensia)
- Script-girl : Denise Morlot
- Régisseur : Jean Pieuchot
- Photographe de plateau : Liliane de Kermadec
- Décors : Georges Lévy
- Son : Jean Rieul
- Montage : Éric Pluet, assisté de Hadassa Misrahi
- Durée : 104 minutes (DVD 1h39)
- Tournage dans les studios « Franstudio » et les extérieurs à Nangis ainsi que dans la chocolaterie de Noisiel.
- Tirage : Laboratoire Eclair à Epinay-sur-Seine
- Enregistrement : Studios Marignan
- Publicité : DEB
- Production : Cinetel, Silver Film, Valoria Film
- Directeur de production : Robert Dorfmann
- Société de Distribution : LCJ Éditions et Productions
- Pays :  France
- Format : 35 mm - noir et blanc
- Genre : Comédie
- Date de sortie : 19 décembre 1962

## Distribution
- Bourvil : Fendard, le prisonnier poltron
- Laurent Terzieff : Antoine Rossi, le « culotte rouge »
- Étienne Bierry : Schmidt, le chef de baraque
- Teddy Bilis : le curé
- Jacques Balutin : un chanteur de la troupe
- Antoine Bourseiller : le metteur en scène
- Rudy Lenoir : le caporal allemand (qui compte les Corses)
- Germain Muller : le commandant SS du stalag présent aux répétitions
- Robert Piquet : Étienne, un chanteur de la troupe
- Michel Puterflam : l'homme de la troupe jouant Phidias
- Étienne Lorin et son orchestre

Non crédités :
- Harry Max : Kermadec, le médecin militaire
- Robert Rollis : P'tit Louis, un prisonnier
- Paul Mercey : le prisonnier aux cuisines
- Fulbert Janin : un homme de la troupe
- Francis Lax : un homme de la troupe
- Jean Martin : un homme de la troupe
- Guy Pierrault : un homme de la troupe
- Adrien Cayla-Legrand : un musicien de l'orchestre
- Marcel Gassouk : un prisonnier
- Henri Poirier : un prisonnier
- Jean Rupert : Gustave, le prisonnier rentrant les foins
- Jean Mauvais : le prisonnier aux foins changeant l'heure de sa montre
- Marcel Mérovée : le prisonnier mangeant avec Fendard
- Jean-Pierre Zola : le délégué civil
- Odette Piquet : l'Allemande avec Hans
- Gérard Hoffmann : le docteur corse
- Derham O'Neill : un gardien allemand
- François Valorbe : l'Officier allemand au spectacle de la troupe
- Jacques Plée : le prisonnier expulsé de sa couchette par Antoine
- Willy Braque : un prisonnier à l'office religieux

## Anecdote
Au début du film, vers la 4e minute, deux prisonniers discutent dans leur baraquement :
«— Avec une vache, jusqu'à la frontière ? Moi j'y crois pas. — Tu as tort, Fernand y a cru, ça lui a très bien réussi.»